# Teenage Mutant Ninja Turtles: Turtles in Time Re-Shelled
Teenage Mutant Ninja Turtles: Turtles in Time Re-Shelled — компьютерная игра, являющаяся ремейком аркадной игры Teenage Mutant Ninja Turtles: Turtles in Time 1991 года. Она была разработана и издана компанией Ubisoft Singapore на PlayStation 3 и Xbox 360. Выпуск состоялся 5 августа 2009 года на Xbox Live Arcade и 10 сентября того же года на PlayStation Network. Позже игра была убрана из Xbox Games Store и PlayStation Store в июне 2011 года по истечении срока лицензии.

## Геймплей
Turtles in Time Re-Shelled — игра в жанрах сайд-скроллер и beat ’em up. Игрок управляет черепашками ниндзя: Донателло, Леонардо, Микеланджело и Рафаэлем. У каждого персонажа есть свои сильные и слабые стороны. Одновременно могут играть до четырёх игроков, причём часть из них может играть локально, а часть — подключиться по сети. Помимо движения, игроку доступен прыжок, атака и особая атака. Определённые комбинации клавиш могут активировать особые приёмы, среди которых — бег и удар в рывке. Отличительной особенностью ремейка является возможность атаковать в восьми направлениях, в то время как в оригинальной игре атака ограничивалась двумя.
Re-Shelled внёс ряд изменений в оригинальную игру. Графика была воссоздана в трёхмерном формате. Синематики в начале и конце игры были перерисованы, чтобы лучше соответствовать стилю комиксов. Реплики были перезаписаны актёрами из мультсериала 2003 года. Вся оригинальная музыка, включая заглавную композицию, была заменена на новую. В Re-Shelled было включено два новых режима игры — выживание и быстрая игра, — а также таблица лидеров, в которую заносятся рекорды игроков. Однако в игру не были включены уровни, добавленную в версию оригинальной игры для Super Nintendo Entertainment System.

## Синопсис
Игра начинается с того, как Черепашки-ниндзя смотрят репортаж Эйприл О’Нил с Острова Свободы. Внезапно появляется Крэнг в своём гигантском экзоскелете и крадёт Статую Свободы. Черепашки отправляются в центр Нью-Йорка и преследуют клан Фут по улицам и городской канализации. Вскоре Шреддер забрасывает героев в прошлое, где им придётся сражаться с ним в разных временных эпохах.

## Разработка и маркетинг
Игра была представлена в 2009 году. Изначально она должна была выйти 22 июля 2009 года. Перед выходом цена игры была снижена, представитель Ubisoft заявил, что они хотели сделать что-нибудь приятное для преданных фанатов в честь 25-летия франшизы. На PlayStation 3 игра вышла 10 сентября 2009 года. Игра была убрана из Xbox Games Store и PlayStation Store в конце июня 2011 года из-за истечения срока лицензии.

## Отзывы
| Сводный рейтинг    | Сводный рейтинг              |
| Агрегатор          | Оценка                       |
| ------------------ | ---------------------------- |
| GameRankings       | 56,50 % (PS3) 61,79 % (X360) |
| Metacritic         | 55/100 (PS3) 60/100 (X360)   |
| Иноязычные издания |                              |
| Издание            | Оценка                       |
| 1UP.com            | C                            |
| GameZone           | 7/10                         |
| IGN                | 5,9/10                       |
| TeamXbox           | 8,8/10                       |

Игра получила смешанные отзывы критиков. Согласно агрегатору рецензий GameRankings, усреднённая оценка игры на PlayStation 3 составляет 56,50 %, а для Xbox 360 — 61,79 %. Средний балл игры на Metacritic аналогичен: версия для PlayStation 3 получила 55 баллов из 100, а для Xbox 360 — 60 баллов.
Рецензенты в основном положительно оценили обновлённую графику в игры. Дейл Нардоцци из TeamXbox описал графику «причудливым глянцем, который полностью преображает восприятие». Деймон Хэтфилд из IGN также похвалил новую графику, однако посчитал недостатком невозможность выбрать оригинальный дизайн, отметив, что «в оригинальной графике был свой шарм, которого обновлённой версии не достаёт». Аналогичное мнение высказал и Райян Маккафри из Official Xbox Magazine, отметив, что «возможность переключиться на старую графику на лету а-ля Secret of Monkey Island/R-Type» пришлась бы ему по вкусу.
Оценивая многопользовательский режим игры, рецензенты высоко оценили онлайн-составляющую; однако некоторые журналисты были разочарованы невозможностью присоединиться посреди игры, хотя в оригинальной аркадной версии такая возможность была. Скотт Шарки из 1UP.com и рецензент из GameZone отметили, что в игру особенно весело играть вчетвером. Шарки заявил, что «удовольствие от игры увеличивается на порядок от каждого присоединившегося игрока».
Критике подверглись сложность игры и отсутствие реиграбельности. В рецензии на сайте GameTrailers критике подверглась схема управления, которая показалась рецензенту слишком упрощённой. Дейл Нардоцци из TeamXbox отметил, что несмотря на возможность атаковать по большему числу направлений, игроки всё равно «скорее всего будут жёстко подвергнуты групповому избиению». Деймон Хэтфилд из IGN раскритиковал сложность игры, но признал, что Turtles in Time «были сделаны для аркадных автоматов, что проявляется в дешёвых босс-файтах и ловушках, от которых невозможно уклониться».

## Продажи
Несмотря на посредственные отзывы критиков, игра снискала коммерческий успех; к концу 2010 года через Xbox Live Arcade было продано свыше 387 000 копий. После выпуска Turtles in Time стала самой загружаемой игрой месяца в североамериканском PlayStation Network. На момент снятия с продаж в Xbox Live Arcade, игра разошлась тиражом 444 000 копий.